# 鈴木竜士
鈴木 竜士（すずき りゅうじ、1994年1月18日 - ）は、競輪選手。日本競輪学校（当時。以下、競輪学校）第107期生。日本競輪選手会東京支部所属（当初は茨城支部所属）、ホームバンクは京王閣競輪場。師匠は戸邉裕将（72期）。父は元競輪選手の鈴木天従（52期）。

## 来歴
柏日体高等学校を経て競輪学校に入学。同校在校競走成績は31位（6勝）。
2015年5月1日、茨城支部所属の競輪選手として登録された。7月4日に静岡競輪場でデビューし、デビュー戦で初勝利。8月30日の京王閣から、10月31日に18連勝でS級特進を決めた伊東温泉を挟み、11月26日の取手まで20連勝を達成した。
2016年12月29日に開催された第16回ヤンググランプリ（立川競輪場）に出場。逃げた取鳥雄吾の番手から捲りを放つも惜しくも3着に終わった。
2017年12月29日に開催された第17回ヤンググランプリ（平塚競輪場）に2年連続で出場。同期同県の吉田拓矢の後位追走から直線内コースを先頭に躍り出ると、優勝を飾った。
2020年5月12日、日本競輪選手会東京支部に移籍。